# Sophia Laukli
Sophia Laukli (née le 8 juin 2000 à Yarmouth dans le Maine) est une fondeuse et traileuse américaine. Elle a notamment remporté le marathon du Mont-Blanc et celui Sierre-Zinal, ainsi que la montée de Pikes Peaks, tous en 2023.
Sophia Laukli possède également la nationalité norvégienne de par son père et parle norvégien couramment.

## Biographie
Elle participe en ski de fond aux Jeux olympiques de 2022 avec la délégation américaine où elle se classe quinzième du 30 kilomètres.
Elle s'illustre aussi en trail running, où son arrivée à haut niveau résulte de la pratique durable de la course en montagne pour accompagner ses performances en ski, et n'est « pas intentionnelle », explique-t-elle.
Elle s'impose sur la Stranda Fjord Trail Race, troisième épreuve de la Golden Trail World Series 2022 devant Élise Poncet et Emelie Forsberg. Cette même année, elle obtient deux autres podiums en Golden Trail World Series, se classant 3e sur l'ascension de Pikes Peak et 2e sur la Flagstaff Sky Peaks.
Le 25 juin 2023, elle s'élance au départ du marathon du Mont-Blanc. Courant pour la première fois une distance aussi longue, elle prend la tête de course sur un rythme soutenu. Elle creuse l'écart en tête et s'envole vers la victoire sans jamais relâcher ses efforts. Elle s'impose aisément avec onze minutes d'avance sur la Chinoise Miao Yao. Le 12 août, elle s'élance pour la première fois au départ de Sierre-Zinal. Prenant un départ prudent, elle parvient à revenir sur la Kényane Philaries Kisang en tête, emmenant Joyce Muthoni Njeru dans son sillage. À mi-parcours, elle accélère pour se défaire des deux Kényanes et creuse l'écart en tête. Elle s'offre la victoire en 2 h 53 min 17 s avec quatre minutes d'avance sur ses rivales.
En septembre de la même année, Sophia Laukli remporte le Pikes Peaks Ascent en 2 h 35 min 54 s, de nouveau avec quatre minutes d'avance.
Elle est annoncée comme l'une des favorites à la finale de la Golden Trail World Series. Lors du prologue, elle se fait surprendre par la Roumaine Mădălina Florea qui s'offre la victoire sur un rythme soutenu. Sophia Laukli termine deuxième devant Judith Wyder. Lors de la finale, elle termine troisième derrière sa rivale au titre, Judith Wyder. Les deux femmes se retrouvent à égalité de points mais le titre lui revient grâce à ses trois victoires de la saison face aux deux de la Suissesse.
Le 7 janvier 2024, elle décroche sa première victoire en Coupe du monde de ski de fond en s'imposant sur l'épreuve ascensionnelle du mont Cermis du Tour de Ski.

## Palmarès en ski de fond

### Coupe du monde
- 1  podium en épreuve par équipes : 1 troisième place.

#### Courses par étapes
- Tour de ski :
  - 2 podiums dont 1 victoire.

##### Victoires d'étapes
| Date           | Lieu          | pays   | Compétition | Discipline  |
| -------------- | ------------- | ------ | ----------- | ----------- |
| 7 janvier 2024 | Val di Fiemme | Italie | Tour de Ski | 10 km TL MS |

Légende :

TC = classique

TL = libre

MS = départ en masse

HS = départ avec handicap

PU = poursuite

## Palmarès en trail
| no  | féminin            | Course                               | Longueur | Départ            | Temps           |
| --- | ------------------ | ------------------------------------ | -------- | ----------------- | --------------- |
| 20e | Médaille d'or      | Broken Arrow Skyrace 26K             | 25 km    | 18 juin 2022      | 2 h 6 min 18 s  |
| 36e | Médaille d'or      | Stranda Fjord Trail Race             | 25 km    | 6 août 2022       | 2 h 57 min 36 s |
| 27e | Médaille de bronze | Ascension de Pikes Peak              | 21,4 km  | 17 septembre 2022 | 2 h 34 min 30 s |
| 20e | Médaille d'argent  | Flagstaff Sky Peaks                  | 26 km    | 25 septembre 2022 | 2 h 12 min 56 s |
| 32e | Médaille d'or      | Marathon du Mont-Blanc               | 44,5 km  | 25 juin 2023      | 4 h 12 min 39 s |
| 41e | Médaille d'argent  | DoloMyths Run                        | 22 km    | 15 juillet 2023   | 2 h 26 min 54 s |
| 51e | Médaille d'or      | Sierre-Zinal                         | 31 km    | 12 août 2023      | 2 h 53 min 12 s |
| 39e | Médaille d'or      | Ascension de Pikes Peak              | 21,4 km  | 16 septembre 2023 | 2 h 35 min 54 s |
| 2e  | Médaille d'argent  | Il Golfo dell'Isola Trail - Prologue | 8,7 km   | 19 octobre 2023   | 39 min 39 s     |
| 3e  | Médaille de bronze | Il Golfo dell'Isola Trail - Finale   | 26 km    | 21 octobre 2023   | 2 h 22 min 25 s |
| 52e | 4e                 | Marathon du Mont-Blanc               | 42 km    | 30 juin 2024      | 4 h 19 min 15 s |
| 9e  | Médaille d'or      | Eiger Ultra Trail - E51              | 51 km    | 20 juillet 2024   | 5 h 51 min 39 s |

## Vie privée
Native du Maine, elle vit désormais à Oslo.